# Yazoo Records
La Yazoo Records è un'etichetta discografica statunitense fondata nel 1967 da Nick Perls e specializzata su generi musicali quali il blues, il country, il jazz ed altri tipi di musica folk statunitense.

## Storia
L'etichetta era denominata inizialmente Belzona Records e le prime 5 produzioni discografiche (da L 1001 a L 1005) vennero pubblicate sotto tale nome. Nel 1968 assunse il nome di Yazoo Records e le precedenti 5 pubblicazioni vennero ristampate con la nuova denominazione.
Sia la Belzona Records che la Yazoo Records raffiguravano sui propri dischi l'illustrazione di un pavone in stile Art Deco, adattata da quella utilizzata nel 1927 dall'etichetta discografica Black Patti Records.
Perls pubblicò per la Yazoo Records registrazioni di rari dischi a 78 giri incisi negli anni 1920 da musicisti quali Charley Patton, Blind Willie McTell, Memphis Jug Band, Blind Blake e Blind Lemon Jefferson. Nel 1970 fondò una seconda etichetta, la Blue Goose Records.
Nel 1989 la Yazoo Records venne rilevata dalla Shanachie Records. Nel 2014 l'etichetta mise sotto contratto The Reverend Peyton's Big Damn Band, pubblicando il loro album So Delicious il 17 febbraio 2015.

## Artisti
- Barbecue Bob
- Scrapper Blackwell
- Blind Blake
- Big Bill Broonzy
- Gus Cannon
- Bo Carter
- Reverend Gary Davis
- Sleepy John Estes
- Blind Boy Fuller
- Blind Uncle Gaspard
- Mississippi John Hurt
- Skip James
- Blind Lemon Jefferson
- Tommy Johnson
- Blind Willie Johnson
- Eddie Lang
- Furry Lewis
- Charley Lincoln
- Dennis McGee
- Blind Willie McTell
- Memphis Jug Band
- Mississippi Sheiks
- Charley Patton
- The Reverend Peyton's Big Damn Band
- Washington Phillips
- Ma Rainey
- Leo Soileau
- Charlie Spand
- Frank Stokes
- Roosevelt Sykes
- Tampa Red
- Henry Thomas
- Benny Thomasson
- Joe Venuti
- Peetie Wheatstraw
- Casey Bill Weldon
- Robert Wilkins